# Viktor Szélig
Temple de la renommée de l'IIHF : 2023
Viktor Szélig (né le 22 septembre 1975 à Dunaújváros en Hongrie) est un joueur professionnel de hockey sur glace hongrois. Il évolue au poste de défenseur. Il compte plus de deux cents sélections en équipe nationale de Hongrie dont il est le capitaine de 2009 à 2013. Formé au Dunaferr SE Dunaújváros, il est triple champion de Hongrie. En 2006, il rejoint le club français de Briançon avec qui il remporte la Coupe de France 2010 et 2013 ainsi que la Coupe de la Ligue 2012.

## Biographie

### Débuts à Dunaújváros
Viktor Szélig a presque dix ans quand il apprend à patiner. Sa mère lui propose alors d'essayer le hockey sur glace mais il n'est pas plus emballé que cela. Il débute ce sport lorsque Árpád Kercsó lui propose de rejoindre et l'accueille dans le club de ville, le Dunaferr SE Dunaújváros. Szélig a été formé avec cet entraîneur hongrois qui lui a tout appris. Il côtoie d'autres joueurs formés au club comme Viktor Tokaji, Balázs Ladányi, ou András Horváth. Son équipe remporte un grand nombre de succès dans les catégories de jeunes nationale. Lors d'une finale nationale, Újpesti TE bat sa formation qui décroche la médaille d'argent. Cette défaite crée un déclic chez le jeune Szélig, elle fait naître en lui la volonté de gagner qu'il n'avait jamais eu auparavant.
Il représente la sélection hongroise au niveau international. Il honore sa première sélection senior le 18 octobre 1992 face à l'Afrique du Sud en match amical lors d'une victoire 18-2. C'est contre cette nation qu'il dispute son premier match de championnat du monde lors de l'édition de mars 1993. La Hongrie termine troisième du groupe B du mondial C.
En 1994, il débute en senior avec son club formateur, le Dunaferr SE Dunaújváros. Il se forge un palmarès en remportant le championnat de Hongrie en 1996, 1998, 2000 et en 2002 ainsi que la Coupe de Hongrie en 1995, 1996, 1998, 2000, 2000, 2001, 2002, 2003 et 2004.

### Les Diables Rouges de Briançon
En 2006, il signe en compagnie de son compatriote et coéquipier Márton Vas, au club de Diables rouges de Briançon. Luciano Basile, l'entraîneur de cette équipe évoluant en Ligue Magnus, a précédemment été l'adjoint du sélectionneur Pat Cortina. Le 9 septembre, il dispute son premier match officiel au Mont-Blanc où il récolte sa première assistance. Défenseur défensif, il marque son premier but le 5 décembre à Épinal. Les Diables Rouges sont sortis en demi-finale de Coupe de France par Épinal 4-3 en prolongation et en quart de finale de la Coupe de la Ligue par Grenoble. Les Briançonnais terminent troisièmes de la saison régulière de la Ligue Magnus. Szélig marque deux buts pour dix points. Lors des demi-finales, l'équipe est battue trois victoires à deux contre le futur vainqueur Grenoble.
En 2007-2008, l'ailier gauche Balázs Ladányi qui joue avec lui en sélection nationale magyare rejoint l'équipe. Lors de la Coupe de France, Strasbourg vient gagner en quart de finale à Briançon 3-2 à l'issue des tirs au but. En Coupe de la Ligue, les Briançonnais éliminent Gap, Grenoble et Morzine-Avoriaz. Lors de la finale, l'équipe s'incline 4-3 en prolongation contre les Dragons de Rouen sur un but de Carl Mallette. Briançon fait longtemps la course en tête lors de la saison régulière du championnat mais cafouille lors des derniers matchs et termine deuxième derrière les Dragons. Szélig sert quatre assistances en vingt-et-un matchs. les coéquipiers du capitaine Edo Terglav retrouvent un second souffle et éliminent Tours, puis Grenoble pour atteindre la finale de la Ligue Magnus contre Rouen. Ils s'inclinent en trois matchs secs toujours contre les normands. La paire que Szélig forme avec l'international slovène Jakob Milovanovič est la base la plus solide de l'arrière garde haut-alpine lors des séries.
En 2008, il est l'un des artisans de la montée de la Hongrie en élite. La sélection remporte la division 1 groupe B.
L'équipe est battue en seizième de finale de la Coupe de France chez les Ducs de Dijon 3-1. Elle s'incline en finale de Coupe de la Ligue contre les Brûleurs de loups de Grenoble 4-3 après prolongation. De retour au championnat, les Briançonnais, se classent premiers de la saison régulière pour la première fois de leur histoire. L'ailier Jean-François Dufour décroche le Trophée Charles-Ramsay du meilleur pointeur avec cinquante-huit points. Szélig établit ses meilleures performances en saison régulière en termes de buts (cinq), assistances (onze) et donc points (seize). Les rouges barrent la route de Morzine-Avoriaz en trois matchs et affrontent Angers en demi-finale. Les deux équipes sont à égalité deux victoires partout en l'ayant emporté sur leur glace. Lors du cinquième match à la patinoire René Froger, Angers mène 3-0 avant que les diables rouges n'inversent la tendance pour l'emporter 5-3 et se qualifier. Lors de la finale, Briançon gagne le premier match mais perd les trois suivants contre les Brûleurs de Loups. Les grenoblois réalisent un quadruplé historique avec en plus le match des champions et la Coupe de France.
Quelques semaines avant l'échéance du mondial 2009, Gábor Ocskay, joueur cadre de la sélection magyare meurt d'une crise cardiaque. La Hongrie joue en sa mémoire mais elle termine seizième et dernière sans remporter un match. Au cours de la compétition, l'entraîneur Pat Cortina associe Szélig à Omar Ennaffati. Szélig est avec Balázs Ladányi l'assistant-capitaine de Balázs Kangyal. Sa formation est reléguée en division 1.
En 2009-2010, Grenoble bat 1-0 les Diables Rouges lors du Match des Champions à Mulhouse. Rouen vainqueur de la Coupe de la Ligue éliminent les diables rouges en demi-finale. Le 31 janvier 2010, les diables rouges affrontent Rouen en finale de la Coupe de France au Palais omnisports de Paris-Bercy. Luc Tardif Jr. ouvre le score pour les dragons mais Marc-André Bernier égalise et à l'issue des prolongations le score est d'un but partout. Après que le portier Ramón Sopko a arrêté les trois tirs au but adverses, Terglav qui n'a quasiment pas joué du match décide de tenter sa chance. Il s'élance et parvient à déjouer Trevor Koenig. Il s'agit du premier titre majeur remporté par le club. En Ligue Magnus, l'équipe se classe deuxième de la saison régulière derrière Rouen avec six passes décisives en vingt-deux parties pour Szélig. Elle élimine Strasbourg en quatre matchs avant de s'incliner en demi-finale trois victoires à deux par les Ducs d'Angers.
Szélig est nommé capitaine de l'équipe en novembre 2009 lorsque Balázs Kangyal prend sa retraite. Sa première compétition officielle avec cette responsabilité est le mondial 2010. Dans la division 1, groupe B, la Slovénie, qui joue à domicile, devance la Hongrie en remportant leur confrontation directe 4-1. Il honore sa deux-centième sélection le 12 novembre 2010 face au Japon lors d'une manche de l'Euro Ice Hockey Challenge.
À l'intersaison, il accepte une baisse de salaire afin de continuer pour une saison encore l'aventure avec les diables rouges. Mais le recrutement de Basile est terminé lors du mois de juin, d'autres évènements remettent en cause la pérennité du club. La Fédération française de hockey sur glace étudie les dossiers d'engagement les clubs pour la saison à venir. Le club des Diables Rouges, qui a accumulé une dette de 427 000 €, est contraint par la fédération de faire des sacrifices pour conserver sa place dans l'élite. L'ensemble des salaires sont baissés de 15 %. Basile décide de se séparer de l'attaquant Joni Lindlöf et le défenseur Craig Switzer des Wranglers de Las Vegas préfère finalement rester en Amérique du Nord et n'est pas remplacé. Malgré tout, le 26 juillet 2010, le club n'est pas validé en Ligue Magnus par la Commission Nationale de Suivi et de Contrôle de Gestion de la Fédération française de hockey sur glace après avoir refusé de signer les conditions d'admission pour jouer dans la ligue. Il est donc virtuellement rétrogradé en Division 3. Les joueurs et Szélig sont alors autorisés à chercher un club ailleurs. Le 4 août 2010, le club décide de faire appel de la décision.
La décision de l'appel est rendue le 18 août 2010 : Briançon est validé. La SAEMS des diables rouges s'engage à apurer le passif. L'équipe est autorisée à commencer le championnat si elle paye les amendes dues au dépassement de la masse salariale lors des saisons précédentes. Le club est alors exclu de la Coupe de France 2010-2010 et du match des Champions. Ces évènements ont une conséquence sur l'équipe qui connaît de nombreux transferts de joueurs et voit sa pré-saison tronquée. L'équipe est saine et sauve, mais l'effectif s'est rajeunit. À 35 ans, le défenseur hongrois est alors le joueur le plus expérimenté de l'équipe où la moyenne d'âge est de vingt-quatre ans. Surnommé Monsieur Crosse par ses coéquipiers, il est nommé avec Gary Lévèque assistant du capitaine Edo Terglav. L'équipe réalise un beau parcours en Coupe de la Ligue avant de s'incliner en finale contre les Brûleurs de Loups de Grenoble 4-3 en prolongation. Le 23 octobre 2010 à Villard-de-Lans, il inscrit quatre points dont trois assistances, ses meilleures performances en championnat de France. Son total est de douze points à l'issue des vingt-six matchs. Briançon quatrième de la saison régulière de la Ligue Magnus est sorti trois victoires à une par Amiens en quart de finale. Le défenseur ajoute un but et une assistance dans cette série.

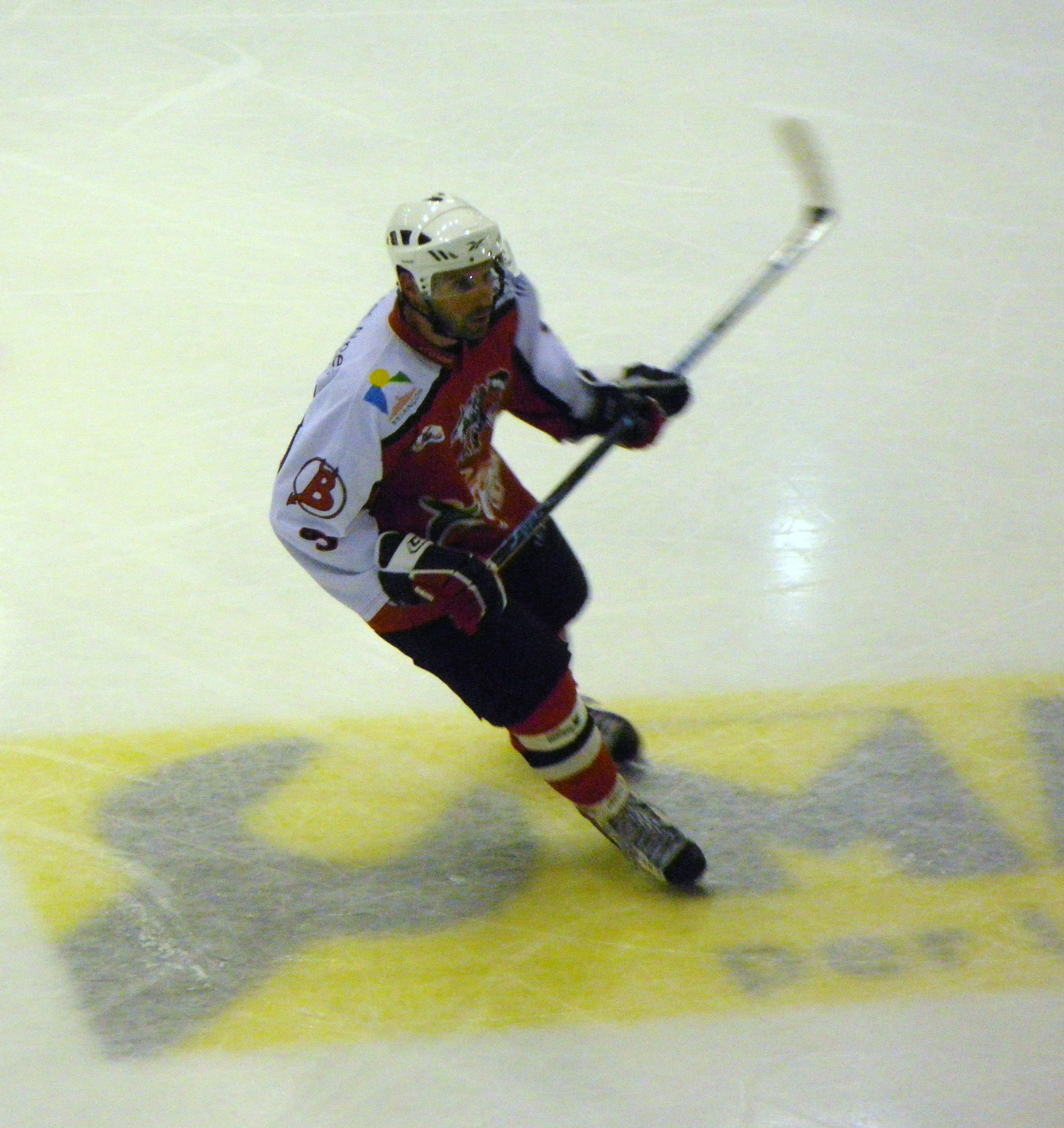
Szélig avec les Diables rouges de Briançon.

Il est capitaine de la sélection jouant à Budapest la division 1, groupe A en 2011. L'Italie remporte le dernier match face aux Hongrois 4-3 en prolongation et prend la première place de la poule devant ce même adversaire.
Lors de la Coupe de la ligue 2011-2012, les Diables Rouges, premiers de la poule D, éliminent ensuite Chamonix puis Rouen pour atteindre la finale de l'épreuve. Le match se dispute sur la glace de Méribel où ils comptent cinq défaites en finale de Coupe de la ligue et de Coupe de France. Après trois échecs à ce stade de la compétition, les Briançonnais l'emportent 4-1 face aux Pingouins de Morzine-Avoriaz et décrochent la première Coupe de la Ligue de leur histoire. En Coupe de France, les rouges sont sortis 3-2 par Amiens en quart de finale après avoir battu Valence et Gap. L'année 2012 est plus difficile, ils terminent in extremis quatrièmes de la saison régulière de la ligue Magnus. Au complet, ils se font éliminer par Angers, qui comptent cinq blessés, en quart de finale trois victoires à une. Szélig inscrit neuf points en saison régulière plus trois lors de la série contre les Ducs. Comme Robin Gaborit, il est le deuxième buteur de l'équipe en séries éliminatoires à une longueur des trois buts de Bernier. Cette défaite marque le centième match consécutif disputé par Szélig sous la tunique rouge en match officiel (championnat, coupe de la ligue et coupe de France) puisque la dernière partie des diables rouges sans leur numéro 5 remonte au 2 février 2010 à Chamonix. Cette série a pris fin le 24 octobre 2012 lorsqu'il manque le seizième de finale de coupe de France contre Marseille.
En 2013, l'équipe est éliminée en demi finale de coupe de la ligue par Angers. Elle évince Marseille, Morzine-Avoriaz, Dijon puis Grenoble 4-1 en demi-finale de Coupe de France puis bat Angers 2-1 lors de la finale au Palais omnisports de Paris-Bercy. En championnat, Briançon termine la saison régulière à la troisième place. L'équipe élimine Strasbourg en quatre matchs lors des quarts de finale. Futur champion de France, Rouen met fin à la saison des briançonnais trois victoires à une au stade des demi-finales.
Il met un terme à sa carrière internationale en avril 2013.

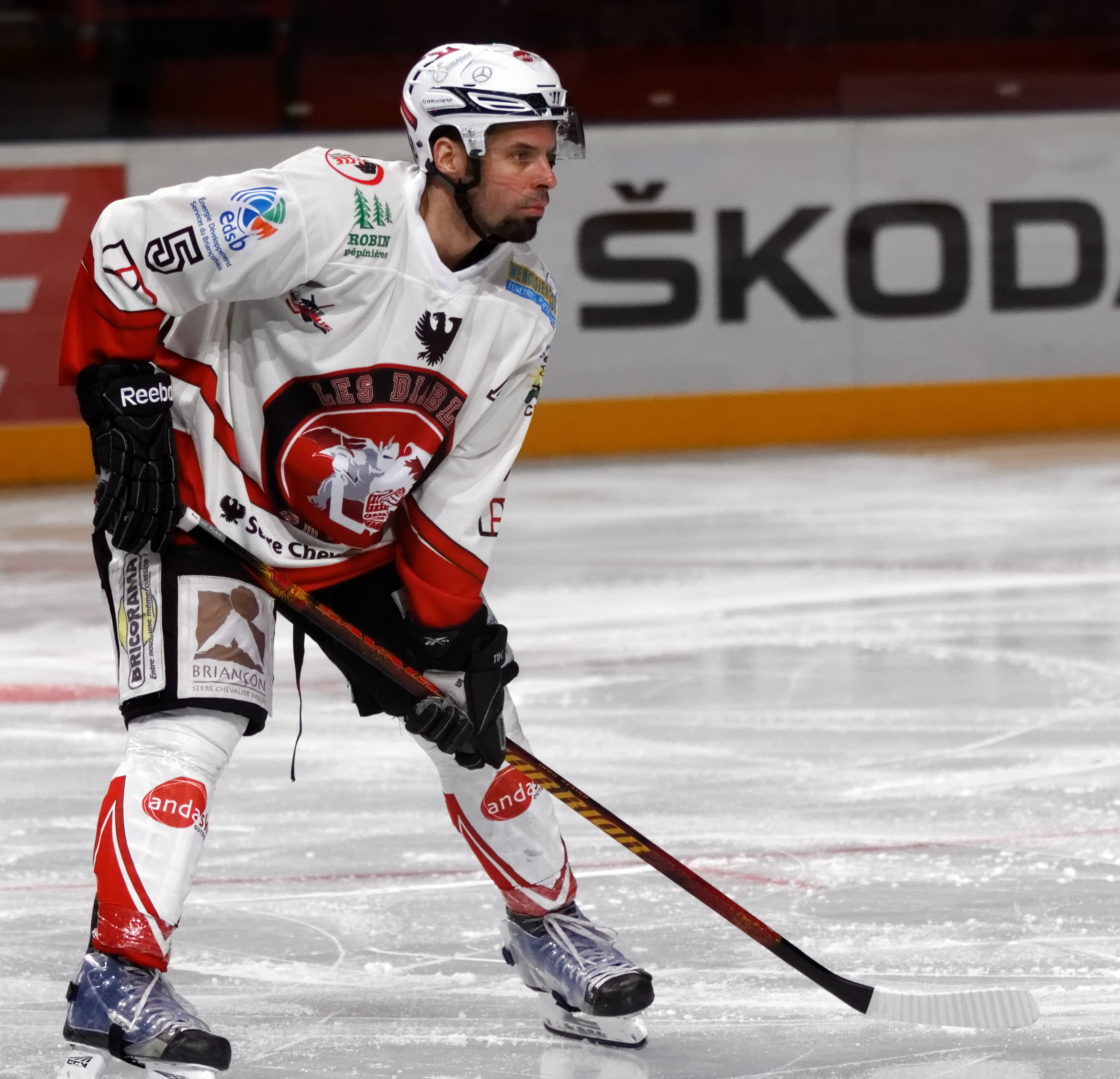
Szélig lors de la finale de la Coupe de France 2013.

Les briançonnais remportent le match des champions 2013 face à Rouen 4-2. En Coupe de France, les Diables rouges atteignent le stade des demi-finales où ils sont éliminés 2-4 face à Rouen. Briançon s'incline contre cette même équipe en demi-finale de Coupe de la Ligue. Le 22 décembre 2013, ils remportent 5-4 face à Grenoble le Winter Game, match de saison régulière disputé au Stade des Alpes. Deuxièmes de la saison régulière, les briançonnais éliminent Villard-de-Lans trois matchs à un puis Dijon en quatre matchs secs. Lors de la finale, Ils affrontent Angers et s'imposent quatre victoires à trois. Lors du septième et dernier match, le 6 avril 2014, les Ducs mènent 1-0 grâce à Braden Walls à la patinoire René Froger. Les Diables rouges réagissent en supériorité numérique et l'emportent 5-1. Briançon décroche la Coupe Magnus, trophée récompensant le champion de France, pour la première fois de son histoire.
Il met un terme à sa carrière de joueur le 3 mars 2015 à la suite de la troisième défaite des Diables rouges face aux Ducs d'Angers en quart de finale de la Ligue Magnus.
Après 10 années passées dans la cité Vauban dont 9 comme joueur et une comme manager général il quitte l'encadrement du club Briançonnais.

## Trophées et honneurs personnels

### Borsodi Liga
- 1994-1995 : nommé meilleur défenseur.
- 1997-1998 : nommé meilleur défenseur.
- 1998-1999 : nommé meilleur défenseur.
- 1999-2000 : nommé meilleur défenseur.

### Ligue Magnus
- Décembre 2007 : nommé dans l'équipe type de Hockey Archives[61].
- Septembre 2008: nommé dans l'équipe type de Hockey Archives[62].
- Octobre 2008 : nommé dans l'équipe type de Hockey Archives.
- Novembre 2011 : nommé dans l'équipe type de Hockey Archives[63].

## Vie privée
Il est avocat.

## Statistiques

### En club
| Saison    | Équipe                  | Ligue           |    | Saison régulière | Saison régulière | Saison régulière | Saison régulière | Saison régulière |   | Séries éliminatoires | Séries éliminatoires | Séries éliminatoires | Séries éliminatoires | Séries éliminatoires |
| Saison    | Équipe                  | Ligue           | PJ | B                | A                | Pts              | Pun              | PJ               | B | A                    | Pts                  | Pun                  |                      |                      |
| 1994-1995 | Dunaferr SE Dunaújváros | Ligue Hongroise |    | 2                | 6                | 8                |                  | -                | - | -                    | -                    | -                    |                      |                      |
| 1995-1996 | Dunaferr SE Dunaújváros | Ligue Hongroise |    | 1                | 5                | 6                | 30               | -                | - | -                    | -                    | -                    |                      |                      |
| 1996-1997 | Dunaferr SE Dunaújváros | Ligue Hongroise |    | 1                | 5                | 6                | 38               | -                | - | -                    | -                    | -                    |                      |                      |
| 1997-1998 | Dunaferr SE Dunaújváros | Ligue Hongroise | 20 | 5                | 3                | 8                | 106              | -                | - | -                    | -                    | -                    |                      |                      |
| 1998-1999 | Dunaferr SE Dunaújváros | Ligue Hongroise | 28 | 4                | 4                | 8                | 87               | -                | - | -                    | -                    | -                    |                      |                      |
| 1999-2000 | Dunaferr SE Dunaújváros | Ligue Hongroise | 16 | 6                | 5                | 11               | 48               | -                | - | -                    | -                    | -                    |                      |                      |
| 1999-2000 | Dunaferr SE Dunaújváros | Interliga       | 27 | 0                | 4                | 4                | 65               | -                | - | -                    | -                    | -                    |                      |                      |
| 2000-2001 | Dunaferr SE Dunaújváros | Ligue Hongroise | 16 | 8                | 5                | 13               | 10               | -                | - | -                    | -                    | -                    |                      |                      |
| 2000-2001 | Dunaferr SE Dunaújváros | Interliga       | 19 | 0                | 7                | 7                | 24               | -                | - | -                    | -                    | -                    |                      |                      |
| 2001-2002 | Dunaferr SE Dunaújváros | Ligue Hongroise | 7  | 0                | 2                | 2                | 31               | -                | - | -                    | -                    | -                    |                      |                      |
| 2001-2002 | Dunaferr SE Dunaújváros | Interliga       | 11 | 0                | 0                | 0                | 14               | -                | - | -                    | -                    | -                    |                      |                      |
| 2002-2003 | Dunaferr SE Dunaújváros | Ligue Hongroise |    |                  |                  |                  |                  | -                | - | -                    | -                    | -                    |                      |                      |
| 2002-2003 | Dunaferr SE Dunaújváros | Interliga       | 16 | 1                | 6                | 7                | 16               | -                | - | -                    | -                    | -                    |                      |                      |
| 2003-2004 | Dunaferr SE Dunaújváros | Ligue Hongroise | 18 | 5                | 13               | 18               | 37               | -                | - | -                    | -                    | -                    |                      |                      |
| 2003-2004 | Dunaferr SE Dunaújváros | Interliga       | 17 | 0                | 3                | 3                | 12               | -                | - | -                    | -                    | -                    |                      |                      |
| 2004-2005 | Dunaferr SE Dunaújváros | Ligue Hongroise | 4  | 1                | 1                | 2                | 2                | -                | - | -                    | -                    | -                    |                      |                      |
| 2004-2005 | Dunaferr SE Dunaújváros | Interliga       | 14 | 0                | 3                | 3                | 18               | -                | - | -                    | -                    | -                    |                      |                      |
| 2005-2006 | Dunaferr SE Dunaújváros | Ligue Hongroise |    |                  |                  |                  |                  | -                | - | -                    | -                    | -                    |                      |                      |
| 2005-2006 | Dunaferr SE Dunaújváros | Interliga       | 23 | 5                | 2                | 7                | 28               | 2                | 0 | 0                    | 0                    | 33                   |                      |                      |
| 2006-2007 | Briançon                | Ligue Magnus    | 25 | 2                | 8                | 10               | 65               | 8                | 0 | 1                    | 1                    | 12                   |                      |                      |
| 2006-2007 | Briançon                | CdF             | 4  | 0                | 1                | 1                | 6                |                  |   |                      |                      |                      |                      |                      |
| 2006-2007 | Briançon                | CdlL            | 4  | 0                | 2                | 2                | 6                |                  |   |                      |                      |                      |                      |                      |
| 2007-2008 | Briançon                | Ligue Magnus    | 21 | 0                | 4                | 4                | 54               | 9                | 1 | 2                    | 3                    | 31                   |                      |                      |
| 2007-2008 | Briançon                | CdF             | 3  | 0                | 0                | 0                | 0                |                  |   |                      |                      |                      |                      |                      |
| 2007-2008 | Briançon                | CdlL            | 5  | 0                | 0                | 0                | 2                |                  |   |                      |                      |                      |                      |                      |
| 2009      | Briançon                | MdC             | 1  | 0                | 0                | 0                | 0                | -                | - | -                    | -                    | -                    |                      |                      |
| 2008-2009 | Briançon                | Ligue Magnus    | 26 | 5                | 11               | 16               | 40               | 12               | 0 | 1                    | 1                    | 10                   |                      |                      |
| 2008-2009 | Briançon                | CdF             | 1  | 0                | 0                | 0                | 6                |                  |   |                      |                      |                      |                      |                      |
| 2008-2009 | Briançon                | CdlL            | 10 | 1                | 5                | 6                | 8                |                  |   |                      |                      |                      |                      |                      |
| 2009-2010 | Briançon                | Ligue Magnus    | 22 | 0                | 6                | 6                | 22               | 9                | 1 | 1                    | 2                    | 32                   |                      |                      |
| 2009-2010 | Briançon                | CdF             | 5  | 0                | 2                | 2                | 6                | -                | - | -                    | -                    | -                    |                      |                      |
| 2009-2010 | Briançon                | CdlL            | 3  | 0                | 0                | 0                | 4                | 3                | 0 | 0                    | 0                    | 2                    |                      |                      |
| 2010-2011 | Briançon                | Ligue Magnus    | 26 | 2                | 10               | 12               | 46               | 4                | 1 | 1                    | 2                    | 16                   |                      |                      |
| 2010-2011 | Briançon                | CdlL            | 6  | 0                | 2                | 2                | 12               | 5                | 0 | 2                    | 2                    | 4                    |                      |                      |
| 2011-2012 | Briançon                | Ligue Magnus    | 26 | 3                | 6                | 9                | 36               | 4                | 2 | 1                    | 3                    | 4                    |                      |                      |
| 2011-2012 | Briançon                | CdF             | 3  | 0                | 1                | 1                | 2                | -                | - | -                    | -                    | -                    |                      |                      |
| 2011-2012 | Briançon                | CdlL            | 6  | 0                | 3                | 3                | 8                | 5                | 0 | 1                    | 1                    | 8                    |                      |                      |
| 2012-2013 | Briançon                | Ligue Magnus    | 25 | 1                | 8                | 9                | 32               | 8                | 2 | 3                    | 5                    | 10                   |                      |                      |
| 2012-2013 | Briançon                | CdF             | 4  | 0                | 0                | 0                | 6                | -                | - | -                    | -                    | -                    |                      |                      |
| 2012-2013 | Briançon                | CdlL            | 6  | 0                | 3                | 3                | 10               | 3                | 0 | 0                    | 0                    | 0                    |                      |                      |
| 2013      | Briançon                | MdC             | 1  | 0                | 0                | 0                | 2                | -                | - | -                    | -                    | -                    |                      |                      |
| 2013-2014 | Briançon                | CdlL            | 5  | 0                | 0                | 0                | 4                | 3                | 0 | 1                    | 1                    | 2                    |                      |                      |
| 2013-2014 | Briançon                | CdF             | -  | -                | -                | -                | -                | 2                | 0 | 0                    | 0                    | 2                    |                      |                      |
| 2013-2014 | Briançon                | Ligue Magnus    | 22 | 0                | 4                | 4                | 24               | 15               | 0 | 5                    | 5                    | 20                   |                      |                      |
| 2014      | Briançon                | MdC             | 1  | 0                | 0                | 0                | 4                | -                | - | -                    | -                    | -                    |                      |                      |
| 2014-2015 | Briançon                | LdC             | 6  | 0                | 0                | 0                | 10               | -                | - | -                    | -                    | -                    |                      |                      |
| 2014-2015 | Briançon                | CdlL            | 6  | 0                | 1                | 1                | 0                | -                | - | -                    | -                    | -                    |                      |                      |
| 2014-2015 | Briançon                | CdF             | -  | -                | -                | -                | -                | 4                | 0 | 2                    | 2                    | 2                    |                      |                      |
| 2014-2015 | Briançon                | Ligue Magnus    | 26 | 0                | 4                | 4                | 26               | 8                | 0 | 0                    | 0                    | 27                   |                      |                      |

### En équipe nationale
| Année | Évènement                     |   | PJ | B | A | Pts | +/- | Pun                                           |  | Résultat |
| 1992  | Championnat d'Europe junior   | 3 | 0  | 0 | 0 |     | 6   | Médaille d'or du groupe C                     |  |          |
| 1993  | Championnat d'Europe junior   | 7 | 0  | 2 | 2 |     | 8   | Médaille d'argent du groupe B                 |  |          |
| 1993  | Championnat du monde junior   | 4 | 0  | 0 | 0 |     | 26  | Médaille de bronze du mondial C               |  |          |
| 1993  | Championnat du monde          | 3 | 0  | 0 | 0 |     | 4   | Médaille de bronze du mondial C, groupe B     |  |          |
| 1994  | Championnat du monde junior   | 4 | 1  | 0 | 1 |     | 8   | Cinquième place du mondial C                  |  |          |
| 1994  | Championnat du monde          | 3 | 0  | 0 | 0 |     | 4   | Sixième place du mondial C                    |  |          |
| 1995  | Championnat du monde junior   | 4 | 0  | 1 | 1 |     | 6   | Médaille d'argent du mondial C1               |  |          |
| 1995  | Championnat du monde          | 4 | 0  | 1 | 1 |     | 6   | Sixième place du mondial C                    |  |          |
| 1997  | Championnat du monde          | 5 | 1  | 0 | 1 |     | 14  | Sixième place du mondial C                    |  |          |
| 1999  | Championnat du monde          | 7 | 0  | 0 | 0 |     | 12  | Huitième place du mondial B                   |  |          |
| 2000  | Championnat du monde          | 4 | 2  | 0 | 2 | +5  | 14  | Médaille d'or du mondial C                    |  |          |
| 2001  | Championnat du monde          | 5 | 0  | 0 | 0 | -3  | 8   | Quatrième place de la division 1, groupe A    |  |          |
| 2002  | Championnat du monde          | 5 | 0  | 1 | 1 | +2  | 22  | Médaille d'argent de la division 1, groupe B  |  |          |
| 2003  | Championnat du monde          | 5 | 0  | 0 | 0 | 0   | 20  | Médaille de bronze de la division 1, groupe A |  |          |
| 2004  | Championnat du monde          | 5 | 1  | 2 | 3 | +1  | 4   | Quatrième de la division 1, groupe A          |  |          |
| 2005  | Championnat du monde          | 5 | 1  | 2 | 3 | 0   | 4   | Médaille de bronze de la division 1, groupe A |  |          |
| 2006  | Championnat du monde          | 5 | 1  | 1 | 2 | 0   | 6   | Quatrième place de la division 1, groupe A    |  |          |
| 2007  | Championnat du monde          | 5 | 0  | 0 | 0 | +1  | 6   | Médaille d'argent de la division 1, groupe B  |  |          |
| 2008  | Championnat du monde          | 5 | 0  | 1 | 1 | +2  | 10  | Médaille d'or de la division 1, groupe B      |  |          |
| 2009  | Qualification Jeux olympiques | 3 | 0  | 0 | 0 | -4  | 4   | Quatrième place du groupe F                   |  |          |
| 2009  | Championnat du monde          | 6 | 0  | 0 | 0 | -7  | 6   | Seizième place                                |  |          |
| 2010  | Championnat du monde          | 5 | 0  | 0 | 0 | +1  | 6   | Médaille d'argent de la division 1, groupe B  |  |          |
| 2011  | Championnat du monde          | 4 | 0  | 0 | 0 | +4  | 0   | Médaille d'argent de la division 1, groupe A  |  |          |
| 2012  | Championnat du monde          | 5 | 0  | 0 | 0 | +3  | 2   | Médaille de bronze de la division 1, groupe A |  |          |
| 2012  | Qualification Jeux olympiques | 3 | 0  | 1 | 1 | +5  | 2   | Deuxième place du groupe G                    |  |          |
| 2013  | Championnat du monde          | 5 | 0  | 0 | 0 | 0   | 4   | Médaille de bronze de la division 1 groupe A  |  |          |